# Johnson Controls
Johnson Controls — международная компания, крупный производитель оборудования HVAC, систем безопасности и автоматизации для зданий и сооружений. Штаб-квартира находится в городе Корк (Ирландия), главный операционный центр — в Милуоки (штат Висконсин, США).

## История
В 1883 году Уоррен Джонсон (англ. Warren S. Johnson) изобрёл электрический комнатный термостат. После получения патента на это изобретение в 1885 году он основал компанию Johnson Electric Service Company. Кроме термостатов компания начала производство других изобретений Джонсона, включая башенные часы, установленные на ряде муниципальных зданий США, в частности на Филадельфийской ратуше и ратуше Милуоки. Джонсон умер в 1911 году, к этому времени получив более 50 патентов. После его смерти новое руководство решило сосредоточиться на термостатах, была создана обширная сеть дистрибьюторов в США, Канаде и Европе, которая занималась продажей, установкой и обслуживанием оборудования. Производственным центром оставался Милуоки, первый зарубежный завод был открыт только в 1964 году в Италии. В годы Второй мировой войны компания начала поставлять различное контрольное оборудование для Министерства обороны США, сотрудничество продолжилось и после окончания войны.
С 1960-х годов компания начала расти за счёт поглощений, среди них были Fischbach & Moore (электроника), Associated Piping & Engineering Corporation и Western Piping and Engineering Company (производство труб и фитингов), Penn Controls (контрольное оборудование). В 1972 году компания представила на рынок первый микрокомпьютер JC/80 для управления системами зданий. В 1974 году компания была переименована в Johnson Controls. К концу 1970-х годов конкуренция на рынке контрольного оборудования стала слишком высокой, и было решено расширить сферу интересов. В 1978 году был поглощён крупнейший в США производитель автомобильных аккумуляторов Globe-Union. В 1981 году оборот компании впервые превысил 1 млрд долларов.
В 1985 году были куплены компании Hoover Universal и Ferro Manufacturing, обе занимались производством автомобильных сидений и изделий из пластмассы. В 1989 году был куплен канадский производитель аккумуляторов Varta. В 1990-х годах было значительно расширено подразделение автокомплектующих путём покупки нескольких европейских производителей. Также было создано несколько совместных предприятий в КНР по производству аккумуляторов и сидений. В 1996 году оборот достиг 10 млрд долларов. В 2000 году в состав подразделения аккумуляторов вошёл шведский производитель Gylling Optima Batteries (бренд Optima). В 2002 году был куплен немецкий производитель аккумуляторов Varta.
В августе 2005 года Johnson Controls поглотила компанию York International, производителя промышленного теплового и охлаждающего оборудования. В 2014 году была куплена компания Air Distribution Technologies, техасский производитель вентиляционных систем для жилых и нежилых помещений. В 2015 году было создано совместное предприятие с Hitachi по производству оборудования HVAC.
В марте 2016 года произошло слияние Johnson Controls с Tyco International, в результате образовалась компания Johnson Controls International; слияние позволило сменить место регистрации на Ирландию и, таким образом, значительно снизить налогообложение своих международных операций.
В октябре 2016 года подразделение автомобильных кресел было выделено в самостоятельную компанию Adient, акции которой были размещены на Нью-Йоркской фондовой бирже; оборот подразделения составлял около 17 млрд долларов, оно занимало около трети мирового рынка с основными производственными мощностями в США и Китае. В 2017 году была продана дочерняя компания Scott Safety, производитель индивидуальных средств защиты (ранее она принадлежала Tyco). В 2019 году было продано подразделение автомобильных аккумуляторов, его за 13,2 млрд долларов купила инвестиционная группа Brookfield Corporation; подразделение производило 154 млн свинцово-кислотных аккумуляторов в год, занимая около трети мирового рынка, использовались бренды Varta и Optima.
В апреле 2021 года была куплена канадская компания Silent-Aire, производитель систем вентиляции для дата-центров. В июле 2024 года Johnson Controls продала немецкому концерну Bosch за 8 млрд долларов своё глобальное подразделение по производству климатической и отопительной техники, а также долю в совместном предприятии по выпуску кондиционеров Johnson Controls — Hitachi Air Conditioning (JCH); в результате сделки Bosch приобрёл 16 производственных площадок и 12 конструкторских центров.

## Собственники и руководство
Акции компании котируются на Нью-Йоркской фондовой бирже. Основными акционерами являются институциональные инвесторы: The Vanguard Group (8,27 % акций по состоянию на 2023 год), Dodge & Cox (7,87 %), Wellington Management Company (4,96 %), Massachusetts Financial Services (2,79 %), Geode Capital Management (1,71 %).
Джордж Оливер (George R. Oliver, род. в 1960 году) — председатель совета директоров и генеральный директор (CEO) с 2017 года, с момента слияния с Tyco; в Tyco работал с 2006 года, с 2012 года был генеральным директором. До Tyco карьера проходила в General Electric. Также член совета директоров Raytheon Technologies.

## Деятельность
Компания разрабатывает, производит и продаёт оборудование для обогрева, вентиляции и кондиционирования (HVAC), системы безопасности, системы пожарной сигнализации и пожаротушения, электрооборудование под торговыми марками YORK, Hitachi Air Conditioning (совместное предприятие с Hitachi), Metasys, Ansul, Ruskin, Titus, Frick, PENN, Sabroe, Silent-Aire, Simplex и Grinnell. Также предоставляет услуги по установке и обслуживанию этого оборудования.
Выручка за 2021/22 финансовый год составила 25,3 млрд долларов, из них 12,9 млрд пришлось на США, 4,2 млрд — на Европу, 5,8 млрд — на Азиатско-Тихоокеанский регион, 2,5 млрд — на другие регионы.
Подразделения по состоянию на 2022 год:
- Building Solutions North America — оборудование для строительных компаний Северной Америки, 37 % выручки;
- Building Solutions EMEA/LA — оборудование для строительных компаний Европы, Ближнего Востока, Африки и Латинской Америки, 15 % выручки;
- Building Solutions Asia Pacific — оборудование для строительных компаний Азиатско-Тихоокеанского региона, 12 % выручки;
- Global Products — оборудование для обогрева, вентиляции и кондиционирования, холодильное и морозильной оборудование для частных и корпоративных клиентов, 37 % выручки.

### В России
В России компания представлена офисом в Москве (автоматизация, ОВиК и др.), заводом по производству автомобильных сидений в посёлке Шушары (Санкт-Петербург), заводом по пошиву автомобильной обивки в городе Тольятти Самарской области, а также заводом по производству центральных кондиционеров и шкафов управления в городе Химки (Московская область). Кроме того, компания построила в 2013 году в Шушарах завод по производству пены для автомобильных сидений, который начал поставлять изделия в январе 2014 года. В 2022 году, в связи с вторжением России в Украину, компания приостановила свою деятельность в России.